# Adolf Zander (Jurist)
Adolf Zander (* 22. Oktober 1829 in Berlin; † 25. Februar 1910 in Naumburg a/S.) war ein deutscher Reichsgerichtsrat und Abgeordneter.

## Leben
Der Sohn eines Justizrats studierte an der Ruprecht-Karls-Universität Heidelberg und der Königlichen Universität Greifswald Rechtswissenschaft. 1849 wurde er Mitglied des Corps Borussia Greifswald. Er wurde Mitte Mai 1850 auf den preußischen Landesherrn vereidigt. Im Dezember 1856 wurde er Kammergerichtsassessor. 1860 bereits wurde er Kreisrichter. 1865/68/70 arbeitete er in der Zweigstelle Lenzen des Kreisgerichts Perleberg. Im November 1870 wurde Zander für die Konservative Partei in das Preußische Abgeordnetenhaus gewählt. Am 3. Dezember 1871 schied er wieder aus. 1874 wurde er zum Kreisgerichtsdirektor ernannt und 1879 zum Landgerichtspräsidenten. 1885 kam er an das Reichsgericht. Er war am V. Zivilsenat und IV. Strafsenat tätig. Als er im Juni 1899 in den Ruhestand trat, wurde ihm  der Rote Adlerorden II. Klasse mit Eichenlaub verliehen.